# Julio Villanueva García
El general Julio García Villanueva fue un militar mexicano que participó en la Revolución mexicana. Nacido en el Distrito Federal, colaboró en las filas del constitucionalismo y en septiembre de 1924 se le ascendió al grado de general de brigada. Fue Jefe del Departamento de Artillería de la Secretaría de Guerra y Marina.